# Museu d'Aguascalientes
|  | No s'ha de confondre amb Museu d'Art Contemporani d'Aguascalientes. |

El Museu d'Aguascalientes és el museu de l'Estat d'Aguascalientes que acull l'obra d'artistes nacionals. Va ser creat com a museu per la iniciativa del poeta estatal Víctor Sandoval el 1975, l'edifici va ser reconstruït per Refugio Reyes Rivas.

## Orígens

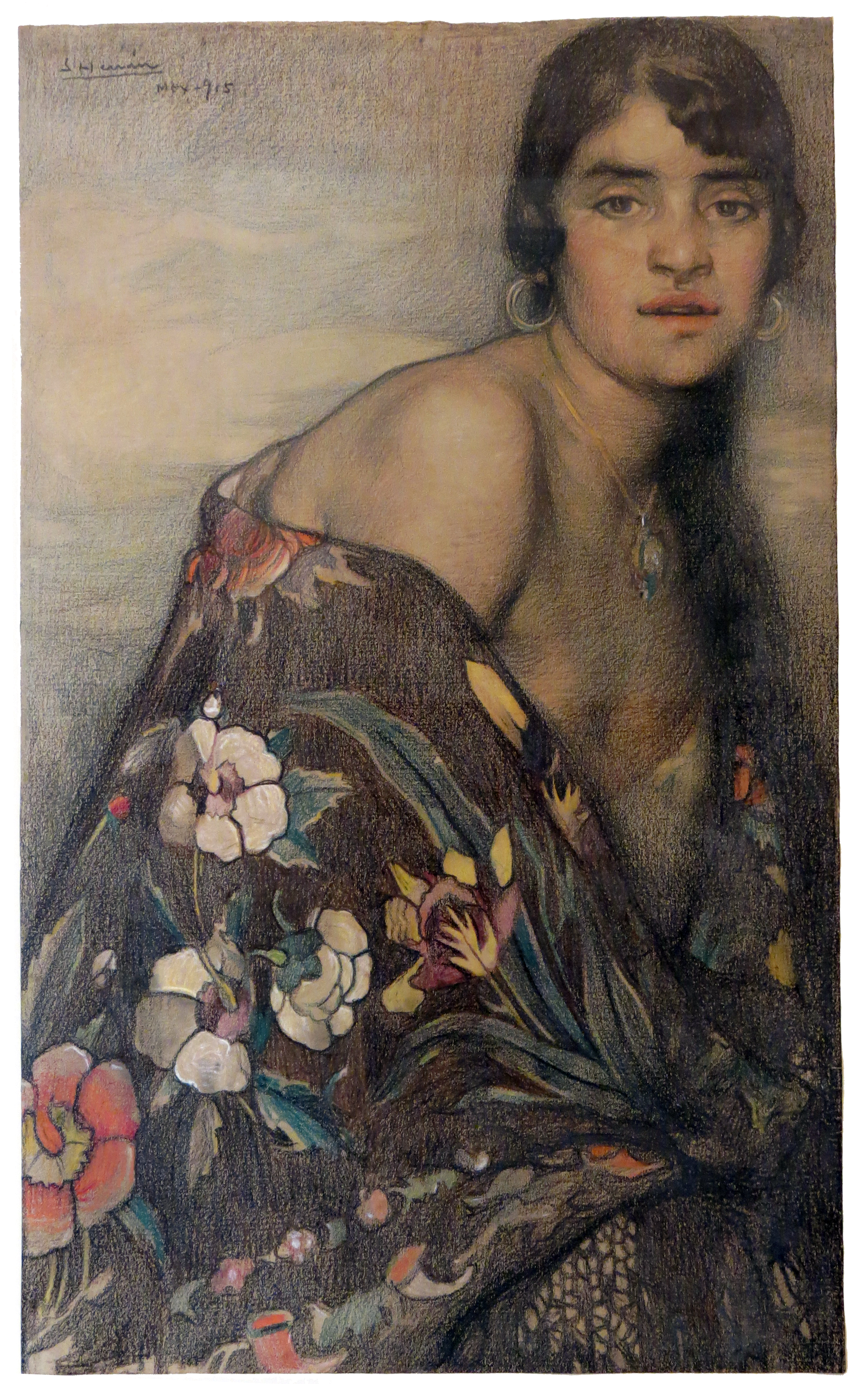
La Criolla del Mantón de Saturnino Herrán al Museu d'Aguascalientes

L'edifici fou inaugurat el 15 de setembre de 1878 com a escola femenina, amb el suport de José Bolado (qui va donar el seu sou de diputat), Alfredo Lewis, Pedro i José Rincón Gallardo i el governador Francisco G. Hornedo. L'escola va ser creada perquè les dones d'Aguascalientes es preparessin per al matrimoni i a administrar a la família (educar als fills i organitzar els ingressos de la llar), també, es pretenia que les alumnes rebessin educació basada en coneixements científics. No es tractaven d'igualar a la dona amb l'home sinó simplement donar-li una mica d'il·lustració i que exercís alguns treballs que abans eren només reservats per a homes. Una altra de les característiques de l'institut, era brindar la llicenciatura de professora (educadora), ja que consideraven una professió maternal. La carrera durava sis anys i el pla d'estudis abastava matèries d'astronomia, mineralogia, matemàtiques, lògica, ètica, filosofia, gimnàstica, cal·ligrafia i més. Un altre tipus de matèries que estaven apegades a la formació de la dona eren: tall i confecció, cuina (espai), rentat, planxat, brodat i economia i higiene de la llar. Amb el pas del temps, es van llevar algunes matèries com la d'Astronomia, perquè es consideraven més pròpies de l'home. El 1901 es van afegir les matèries de: Història natural, química i retòrica; aquestes matèries eren impartides pels doctors: Apolonio Ruiz i Zacarías Topete. Una de les preocupacions que tenia la institució era evitar que les dones es dediquessin a la prostitució, per tant, les nenes que acceptaven eren seleccionades i de famílies adinerades i distingides socialment.
Amb la Revolució Mexicana el Liceu de Nenes i l'Institut de Ciències, va patir de falta de recursos i clausura temporal. El 1915, amb el govern de Martín Triana, se li va canviar el nom per Escola Normal d'Estat per a nenes, i temps després va passar a ser el Museu d'Aguascalientes.

## Història
Situat al Centre Històric de la capital de l'estat, l'immoble va ser construït el 1903 i reconstruït per Refugio Reyes Rivas el 1914.
A inicis del segle xx, el terreny on avui se situa el Museu formava part d'una gran horta, inicialment es va construir el pòrtic i el primer pati, on es va instal·lar un col·legi catòlic.
El 1914, el govern revolucionari va intervenir el projecte, perquè s'establís una Escola Normal per a Mestres que va funcionar únicament un any.
Entre 1915 i 1916 es realitza la reconstrucció general i ampliació de l'edifici, a càrrec de Refugio Reyes Rivas, amb l'edifici ja reconstruït es va instal·lar l'Escola Normal per a Mestres, que va romandre fins a 1975, any el que per iniciativa del poeta Víctor Sandoval va ser inaugurat el Museu d'Aguascalientes per albergar l'obra d'artistes de la localitat, com Saturnino Herrán.

## Característiques de l'edifici
Al primer pati les sales corresponen a exposicions temporals i una semipermanent, compta amb set sales d'exposició, un espai per a concerts i conferències, Alberga obra variada de Gabriel Fernández Ledesma; exhibeix dibuix, pintura, fotografia, ceràmica, escenografia, art gràfic.
Al segon pati es troben tres sales d'exposició permanent de l'obra de l'artista local Saturnino Herrán, 
Als patis, passadissos i jardins es troben exposades escultures de Jesús F. Contreras, Francisco Zúñiga, Alberto de la Vega, Charlotte Yazbek i Germán Cueto. La sala Dr. Jesús Díaz de León, està dedicada a concerts o conferències. Així mateix, es realitzen al llarg de l'any exposicions temporals de pintura i escultura, incloses la moderna i la contemporània.

## Estil
D'estil neoclàssic sobresurt el pòrtic de doble columna i el frontó de la seva façana, així com als seus patis interiors. El primer pati, s'observen esveltes columnes estriades sobre pedestal de capitell compost i arcs de tres punts, ens presenta una gran riquesa ornamental en el treball de pedrera i en la decoració. Al segon pati presenta una millor disposició de l'espai. Presenta columnes estriades, amb capitell de pedrera llaurada.

## Col·leccions

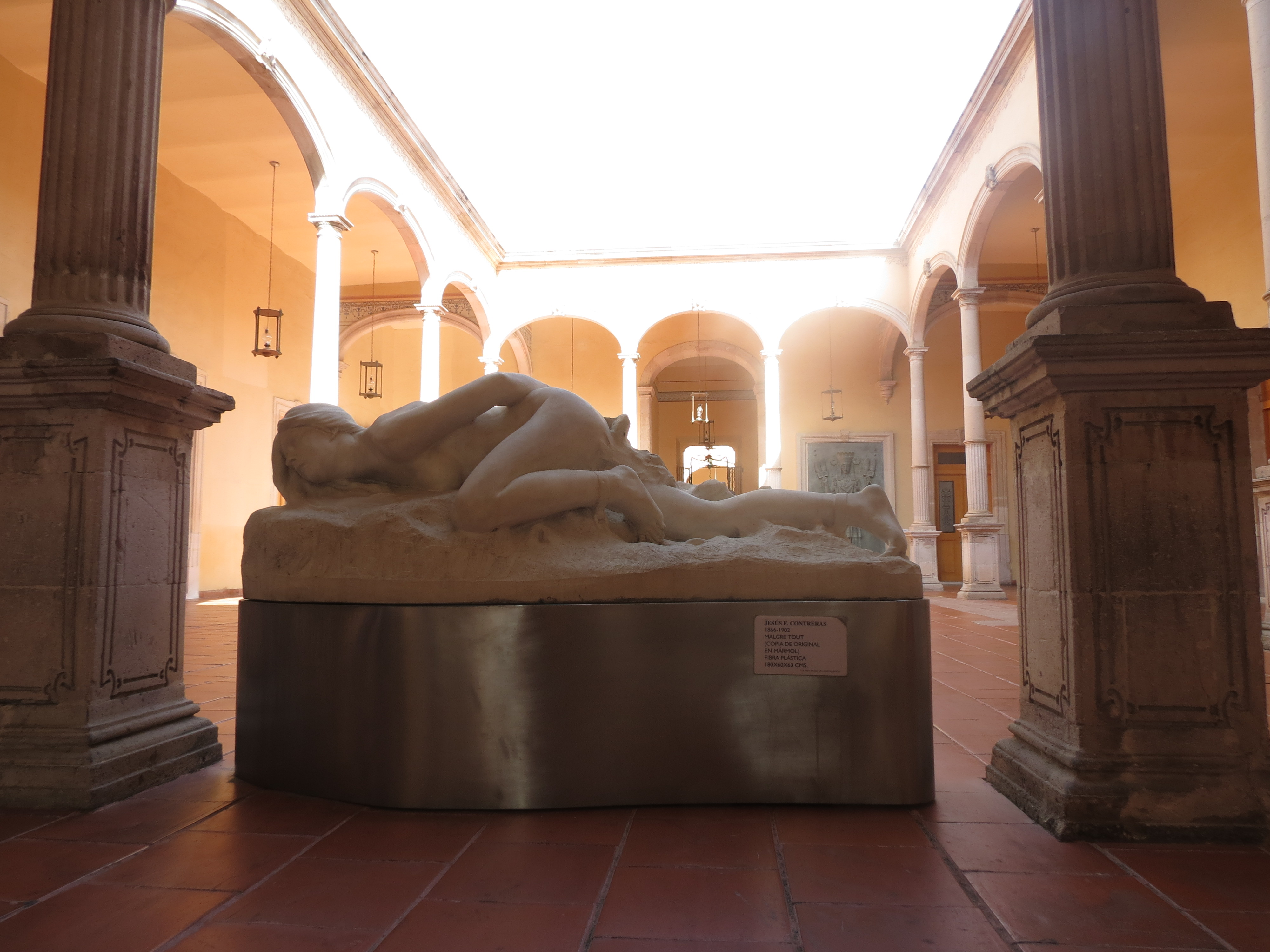
Rèpliques del 'Malgre Tout' de Contreras al Museu Aguascalientes 02

El Museu d'Aguascalientes compta amb un patrimoni important d'artistes, entre les obres que es protegeixen es troben quatre artistes locals: Saturnino Herrán Jesús F. Contreras, Gabriel Fernández Ledesma i Francisco Díaz de León.
Es poden visitar algunes escultures de Jesús F. Contreras, entre les quals sobresurt la titulada Malgré Tout (Malgrat tot) reproduïda en material plàstic i l'original del qual es troba en el Museu Nacional d'Art de la Ciutat de Mèxic, que fos guardonada amb el primer premi en l'Exposició Universal de París (1900).
Com a part del patrimoni es troba l'exposició permanent de Saturnino Herrán, amb obres com: El gallero, Sra. Rosaria Arellano de Herrán, Bodegón, La criolla del manton, Tehuana, La llegenda dels volcans, Herlinda, entre moltes més.